# Người Quechua
Người Quechua (/ˈkɛtʃuə/, tiếng Anh Mỹ /ˈkɛtʃwɑː/; tiếng Tây Ban Nha: [ˈketʃwa]) hay người Quecha, có thể dùng để chỉ bất kì một dân tộc thiểu số nào ở Nam Mỹ nói tiếng Quechua bắt nguồn ở Peru. Họ chủ yếu tập trung ở các nước Ecuador, Bolivia, Chile, Colombia và Argentina.
Phương ngữ Quechua được nhiều người nói nhất là Nam Quechua. Người Kichwa ở Ecuador nói giọng Kichwa; ở Colombia, Người Inga nói phương ngôn Kichwa Inga.
Một người nói tiếng Quechua được gọi là runa hay nuna ("một người"); số nhiều là runakuna hay nunakuna ("người dân").
Một vài nhóm đáng chú ý:
- Người Chanka, sinh sống ở vùng Huancavelica, vùng Ayacucho, và vùng Apurímac tại Peru.
- Người Huanca, sinh sống ở vùng Junín tại Peru.
- Người Inca, những người kiến thiết lên đế quốc Inca hùng mạnh thời kì tiền Colombo.
- Người Chincha, từng sinh sống và tạo dựng một vương quốc thương mại ở vùng Ica tại Peru.
- Người Qolla, sinh sống ở Potosi, Oruro, và La Paz tại Bolivia.
- Người Cañari tại Ecuador, bị đồng hóa bởi người Inca.